# Relationer mellan Norge och Ryssland

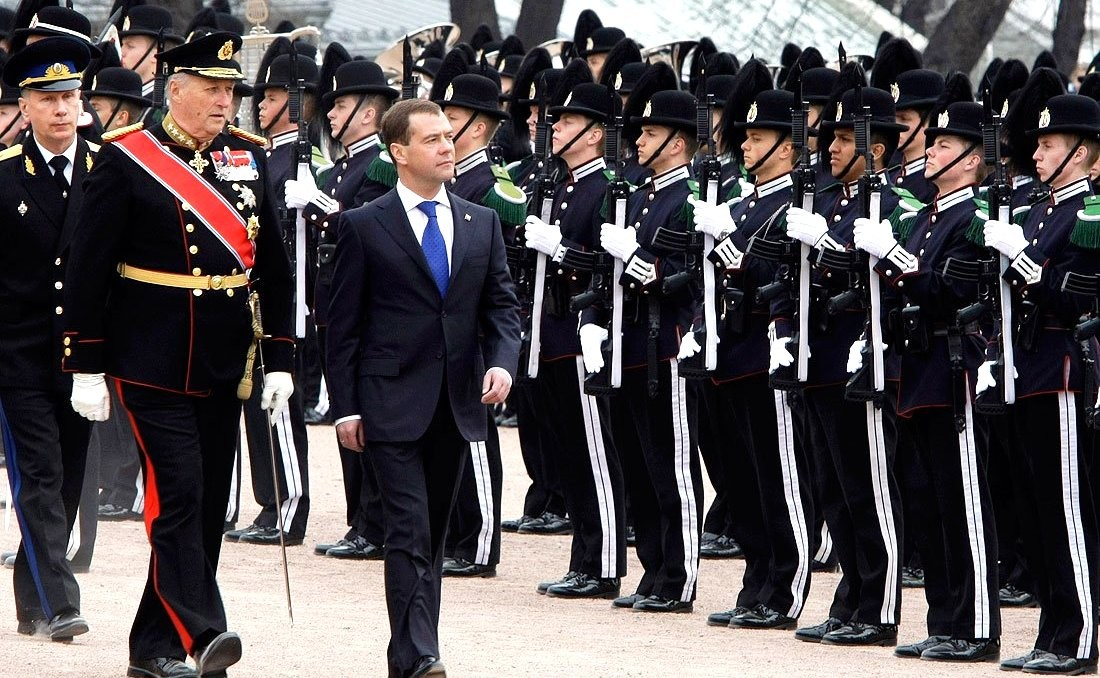
Rysslands president Dmitrij Medvedev och kung Harald V av Norge vid Medvedevs besök i Norge i april 2010.

Relationer mellan Norge och Ryssland (ryska: Норвежско-российские отношения or Российско-норвежские отношения) syftar på de bilaterala relationerna mellan Norge och Ryssland. Diplomatiska förbindelser upprättades den 30 oktober 1905. och Ryssland har en ambassad i Oslo och konsultat i Barentsburg och Kirkenes, medan Norge har en ambassad i Moskva samt konsulat i Murmansk och Sankt Petersburg.

## Tidslinje

### Efter 1991
- Den 27 april 2010 enades Norge och Ryssland om gränstvisten vid Barents hav.[2]
- Akhmed Zakajevs besök vid Oslo Freedom Forum i maj 2012 ledde till ryska klagomål.[3]

## Spänning i relationerna
Miljöproblemen vid Norilsk Nickel-kraftverket utanför i Nikel i Murmansk oblast och gränstvisten har länge präglat relationerna. Den 27 april 2010 löstes officiellt gränstvisten.

## Bildgalleri

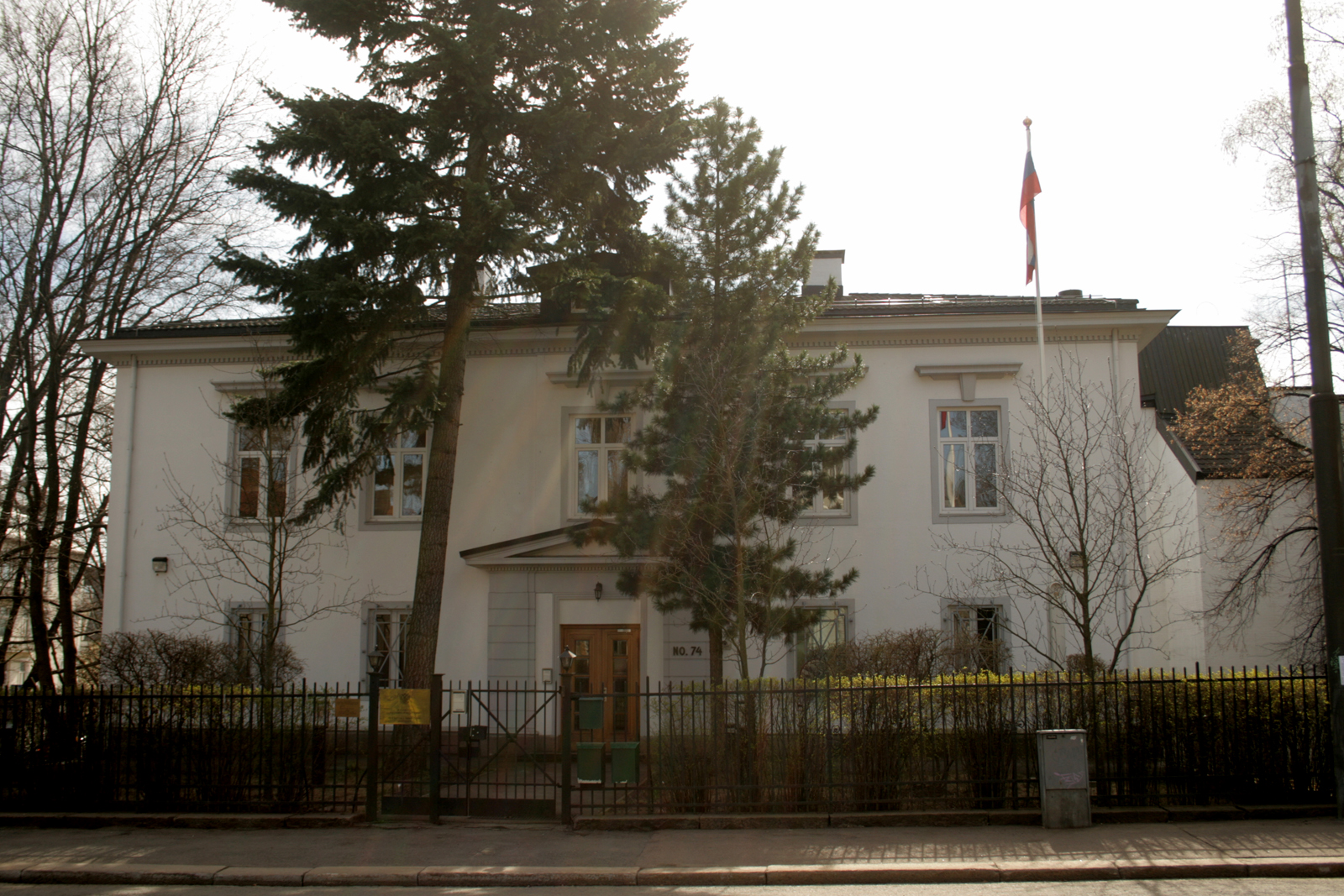
Rysslands ambassad i Oslo.
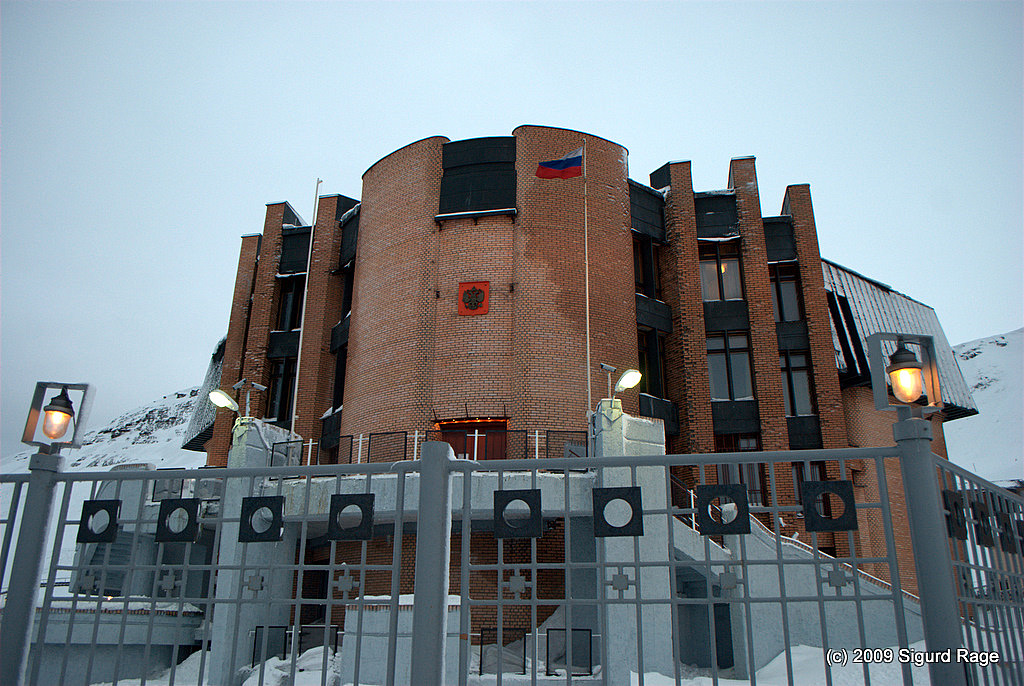
Rysslands konsulat i Barentsburg.
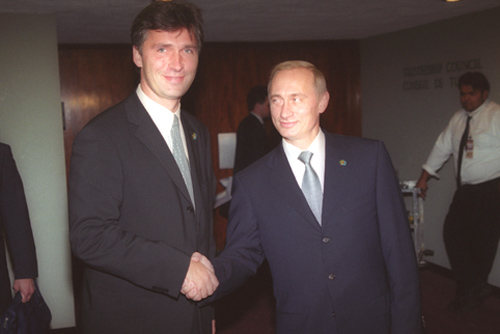
Rysslands president Vladimir Putin och Norges statsminister Jens Stoltenberg i New York år 2000.
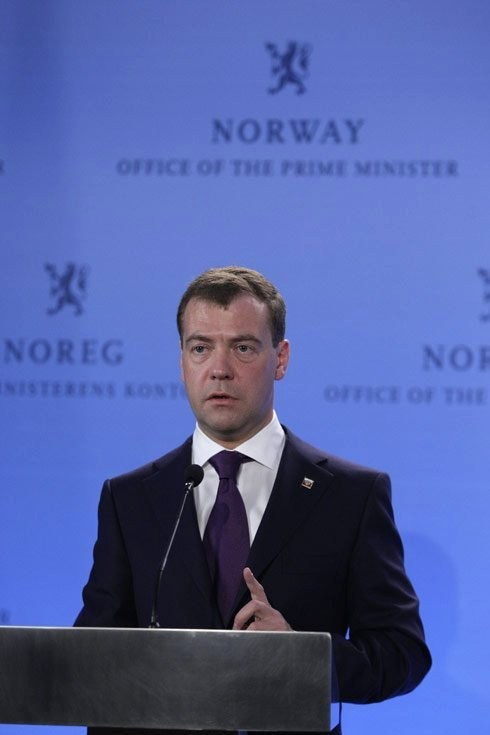
Rysslands president Dmitrij Medvedev och Norges statsminister Jens Stoltenberg.
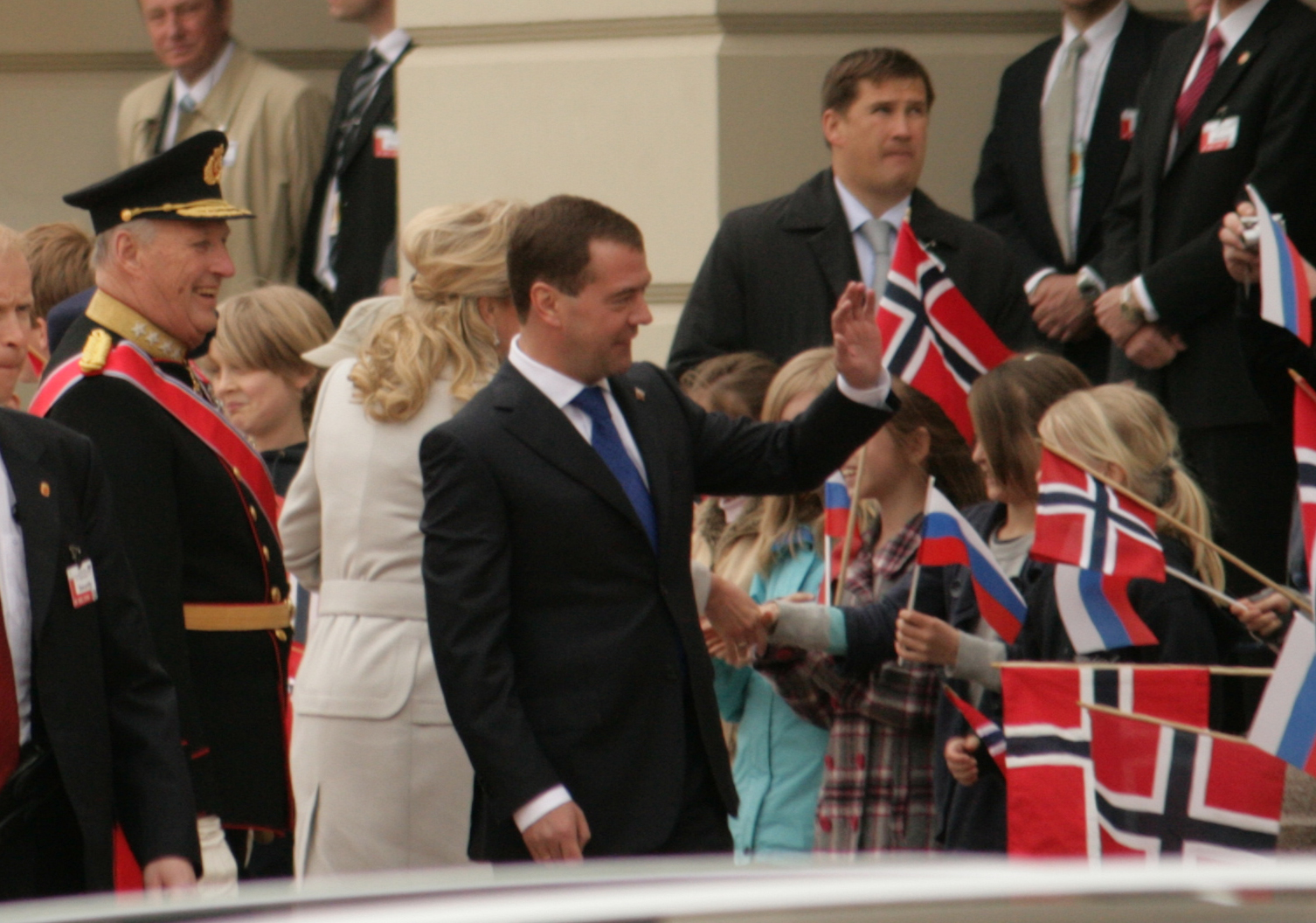
Rysslands president Dmitrij Medvedev och kung Harald V av Norge med barn utanför Kungliga slottet, Oslo.
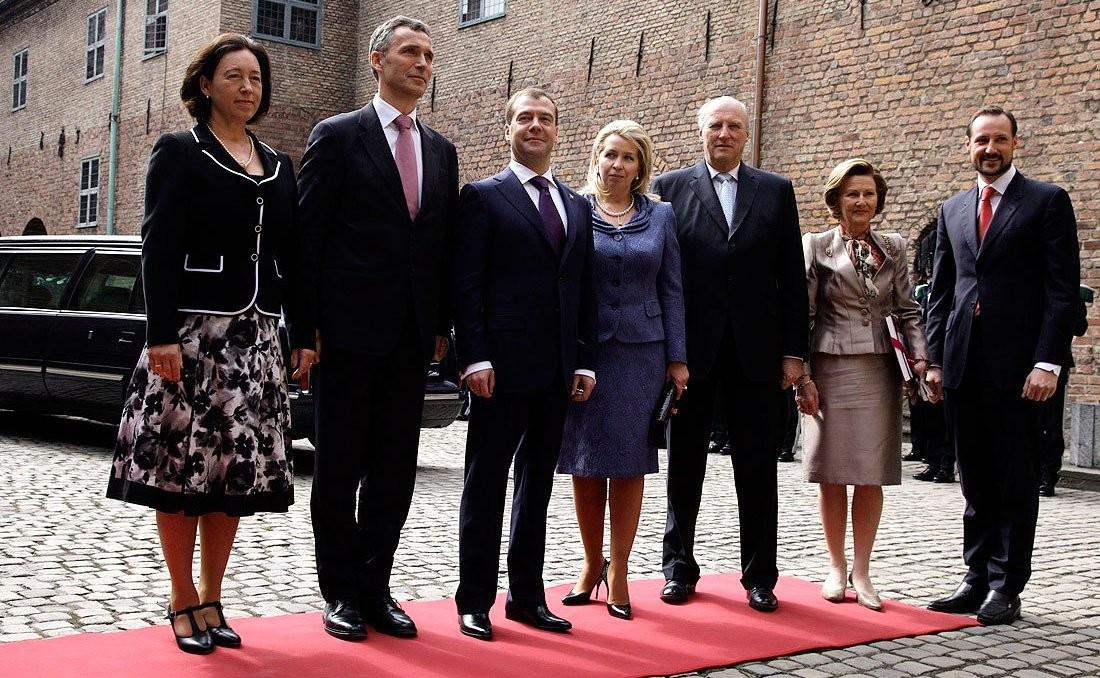
Dmitrij Medvedev och Jens Stoltenberg med Ingrid Schulerud, Svetlana Medvedeva, Harald V av Norge, Sonja av Norge och Haakon Magnus av Norge utanför Akershus fästning.

### Fotnoter
1. ↑  ”Norges ambassad i Moskva”. Arkiverad från originalet den 5 maj 2009. https://web.archive.org/web/20090505132429/http://www.norvegia.ru/norsk/russland/fakta/bilaterale.htm. Läst 29 maj 2013.
2. ↑  Norway, Russia agree on Barents Sea border
3. ↑  http://www.aftenposten.no/nyheter/uriks/Skarp-russisk-protest-mot-Norge-6832001.html "Nå har Russland sendt en note – en formell, diplomatisk klage – til den norske ambassaden i Moskva."
4. ↑  Antonova, Maria (25 juli 2008). ”Balancing Growth and Environment”. The Moscow Times. http://www.themoscowtimes.com/article/600/42/369177.htm. Läst 27 april 2010.

- Соседи на Крайнем Севере: Россия и Норвегия: От первых контактов до Баренцева сотрудничества. Учебное пособие / Под ред. Т. Т. Фёдоровой. — Мурманск: Мурманское книжное издательство, 2001. — 384 с. — 1000 экз. — ISBN 5-85510-241-6